# Андреа Дворкін
Андреа Ріта Дворкін (англ. Andrea Rita Dworkin, 26 вересня 1946 — 9 квітня 2005 ) — американська радикальна феміністка і письменниця, широко відома критикою порнографії як тісно пов'язаної зі зґвалтуваннями, проституцією та іншими формами насильства проти жінок.
Почавши громадську діяльність в 1960-х в антивоєнному і анархістському рухах, а також переживши проституцію, Дворкін стала радикальною феміністкою і опублікувала 10 книг з теорії і практики радикального фемінізму.
Наприкінці 1970-х і 1980-х прославилась як речниця феміністського антипорнографічного руху, а її праці про порнографію та сексуальність, зокрема, «Порнографія: чоловіки володіють жінками» (1981) та «Статевий зв'язок» (1987), привернули увагу американської громадськості.
Дворкін аналізувала порнографію з феміністської точки зору, працювала з рухом «Жінки проти порнографії» та Ліндою Борімен. Згідно з аналізом Дворкін, індустрія порнографії базується на тому, щоб перетворити жінок на об'єкти для чоловічого насильства. З Кетрін МакКіннон Дворкін розробила законодавчий підхід для заборони порнографії і позовної практики проти порнографістів за нанесені збитки, заснований на громадянських правах (а не на боротьбі з непристойністю).

## Життєпис

### Ранні роки
Андреа Дворкін народилася в Камдені, штат Нью-Джерсі, в родині Гаррі Дворкіна (онук російського єврея, який втік з Росії в 15 років, щоб уникнути військової служби) і Сильвії Шпігель (дитина єврейських емігрантів з Угорщини). Андреа мала молодшого брата, Марка. Її батько був учителем і відданим соціалістом, що, за її думкою, суттєво вплинуло на її пристрасть до соціальної справедливості. Стосунки Андреа з матір'ю були напруженими, але пізніше Дворкін писала про те, як віра її матері у легалізацію засобів контрацепції та легальні аборти, «задовго до того, як це стало шанованою у суспільстві ідеєю», надихнула її пізніший активізм.
Хоча в її єврейській родині у багатьох аспектах домінувала пам'ять про Голокост, Дворкін згадує своє дитинство як щасливе, котре, однак, закінчилося для неї у віці дев'яти років, коли невідомий чоловік намагався розбестити її в кінотеатрі. Коли Дворкін було 10, її сім'я переїхала до передмістя Черрі Гілл (Cherry Hill), штат Нью-Джерсі (у той час відомий як Делавер (Delaware Township)). Переїзд вона пізніше описувала так: «почувалася, наче викрадена прибульцями й відправлена у виправну колонію». У шостому класі адміністрація нової школи покарала Андреа за відмову співати пісню «Тиха ніч» (як єврейка, вона заперечувала проти примусу співати християнські релігійні пісні у школі). Дворкін говорила, що «вона, можливо, стала б рабином», якби це дозволялося жінкам у той час, і вона «вподобала б» вивчання Талмуду.
Дворкін почала писати вірші й прозу в шостому класі. Приблизно тоді ж зацікавилася проблематикою абортів і вагалася, стати адвокаткою чи письменницею. Вибрала письменництво, бо могла «займатися цим у кімнаті самотужки» і «ніхто не міг зупинити мене». У старших класах жадібно читала, заохочувана батьками. Особливо на Дворкін вплинули Рембо, Бодлер, Генрі Міллер, Достоєвський, Гевара й поети-бітники, особливо Аллен Гінзберг, а також «обожнювані найбільше» Жан Жене, Персі Біші Шеллі і Лорд Байрон. Дворкін закінчила школу (зараз це Cherry Hill High School West) в 1964 році.

### Коледж і початок активістської діяльності
У 1965 році, під час навчання у Беннінгтон-коледжі, Дворкін заарештували під час протесту проти війни у В'єтнамі й відправили до Нью-Йоркської жіночої в'язниці (New York Women's House of Detention). Тюремні лікарі провели їй внутрішній огляд настільки грубо, що вона кілька днів мала через це кровотечу. Дворкін виступила публічно і дала свідчення перед судом присяжних. Висвітлення її справи відбувалося у національних та міжнародних ЗМІ. Суд присяжних відмовився зробити обвинувальний висновок у справі, але свідчення Дворкін сприяли суспільному обуренню з приводу жорстокого поводження з ув'язненими. В'язниця New York Women's House of Detention була закрита через сім років.
Невдовзі після свідчення Дворкін залишила коледж Беннінгтон і на лайнері Castel Felice попрямувала до Греції, де продовжувала писати. Вона мандрувала із Парижу до Афін на Східному Експресі, а згодом жила і писала на острові Крит, де створила серію віршів «(В'єтнамські) Варіації» («(Vietnam) Variations»), збірку віршів і віршів прозою, які видала під назвою «Дитина» («Child»), і роман «Записки про хлопця, що горить» («Notes on Burning Boyfriend») у стилі, близькому до магічного реалізму (посилання до Нормана Моррісона, пацифіста, що вчинив самоспалення на знак протесту проти війни у В'єтнамі). Також Дворкін написала кілька віршів і діалогів, які надрукувала після повернення до США у книзі під назвою «Morning Hair».
Згодом Дворкін повернулася в коледж Беннінгтон і протягом двох років продовжувала вивчати літературу та брати участь у кампаніях проти студентського кодексу, за контрацепцію на території університету, за легалізацію абортів та проти війни у В'єтнамі. У 1968 здобула бакалаврський ступінь з літератури.

### Нідерланди: домашнє насильство і проституція
Після закінчення коледжу Дворкін поїхала до Амстердаму, щоб узяти інтерв'ю у голландських анархістів з контркультурного руху Прово (Provo). З одним з них, Cornelius (Iwan) Dirk de Bruin, вона одружилася. Незабаром після одруження чоловік почав жорстоко поводитися з Дворкін: бив її руками, ногами й дерев'яною балкою, припалював сигаретами, бив головою об підлогу до втрати свідомості.
Дворкін опинилася у безпорадному стані: без грошей, часто без даху над головою, за тисячі кілометрів від сім'ї, пізніше відзначивши: «Я часто жила життям утікачки, проте це було найбезпорадніше життя постраждалої жінки, яка мала втекти востаннє, незалежно від того, що вийде». Деякий час Дворкін була вимушена заробляти проституцією. Феміністка й емігрантка Рікі Абрамс прихистила Дворкін у своєму будинку і допомагала їй знайти місця для проживання на яхтах і покинутих будівлях. Дворкін намагалася заробити, щоб повернутися до США.
Абрамс познайомила Дворкін з ранніми роботами радикальних феміністок США, і та захопилася працями Сексуальною політикою Кейт Міллетт, Діалектикою статі Шуламіт Фаєрстоун та Сестринство — могутнє Робін Морган. Дворкін та Абрамс почали разом працювати над радикально-феміністським текстом про мізогінію, включно із закінченою чернеткою глави щодо порнографічного контркультурного журналу Suck, яка була опублікована групою експатріантів у Нідерландах.
Пізніше Дворкін писала, що врешті-решт погодилася допомогти з контрабандою портфеля героїну через митницю в обмін на 1000 доларів і квиток на літак, думаючи, що якщо все пройде успішно, вона зможе повернутися додому з квитком і грошима, а якщо її спіймають, втече від знущань колишнього чоловіка, хоч би й потрапивши до в'язниці. Хоча контрабандна угода скасувалася, чоловік, який обіцяв Дворкін гроші, все одно купив їй квиток, і вона повернулася до США у 1972 році.
Перш ніж поїхати з Амстердаму, Дворкін обговорила з Абрамс свій нідерландський досвід, виникнення феміністського руху і почату разом книгу, домовившись, що Дворкін допише книгу (яка згодом дістала назву Ненавидячи жінок: радикальний погляд на сексуальність) і опублікує її, діставшись США. У спогадах Дворкін розповідає, що під час цієї бесіди вона поклялася присвятити своє життя феміністському руху.

### Нью-Йорк, радикальний фемрух

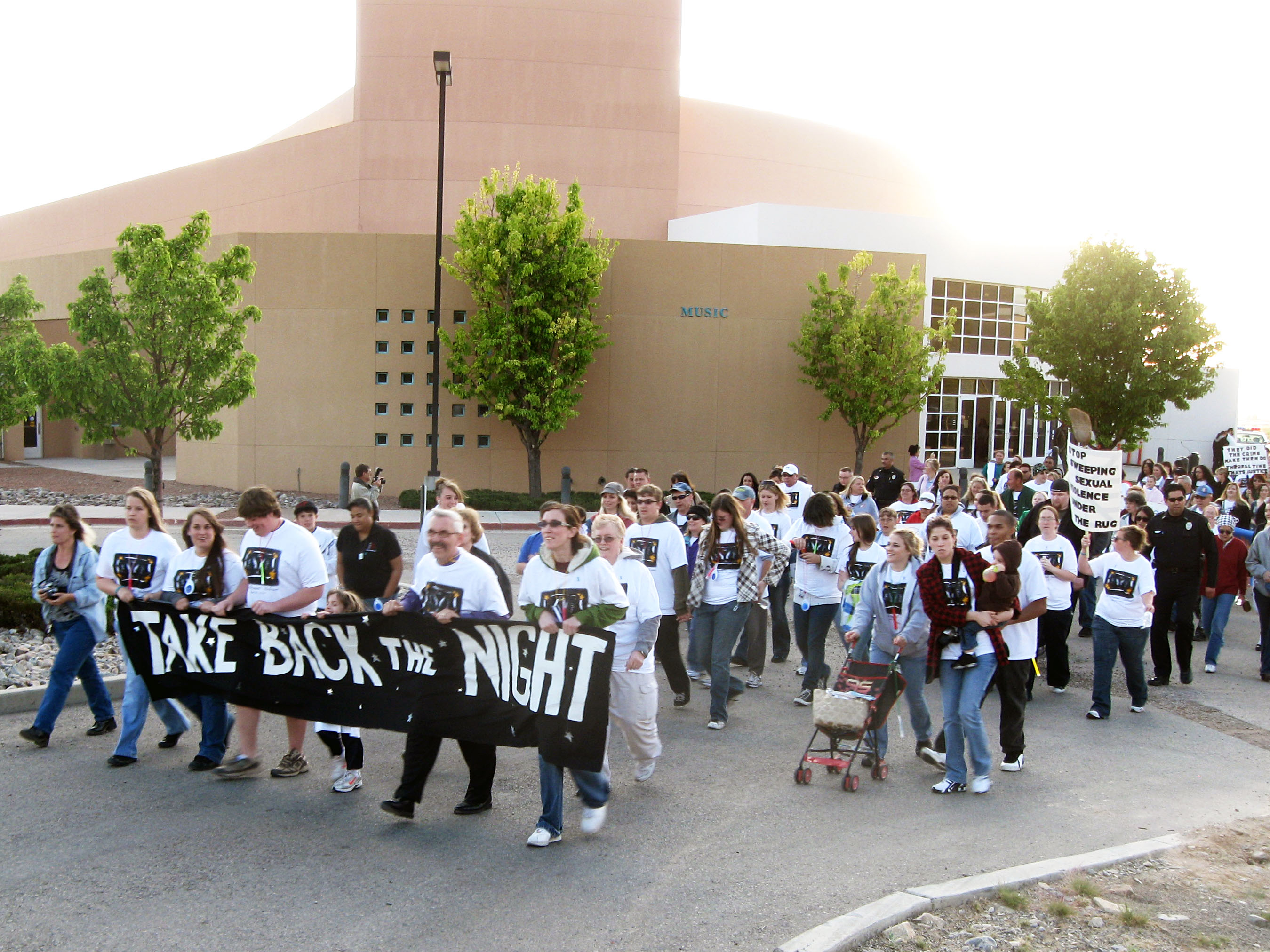
Марш «Take Back the Night» у 2010 р. — вид демонстрації, створений Дворкін та іншими феміністками у 1978 році

У Нью-Йорку Дворкін знову організовувала антивоєнні акції, брала участь у демонстраціях за права лесбійок і проти апартеїду в Південній Африці. Феміністська поетка Мюрієль Рукізер (Muriel Rukeyser) найняла її у помічниці (пізніше Дворкін казала: «Я була найгіршою помічницею в історії світу. Але Мюріель не гнала мене, бо вірила в мене як в письменницю»). Дворкін також приєдналася до феміністської групи підвищення обізнаності і незабаром залучилася до радикальної феміністської організації, зосереджуючись на кампаніях, що боролися з насильством проти жінок. Окрім письменництва та активізму, Дворкін здобула славу як доповідачка, переважно на заходах, організованих місцевими фемгрупами. Вона стала добре відомою завдяки пристрасним, безкомпромісним виступам, які викликали сильні почуття як у прихильників, так і у критиків, і надихала аудиторію до дій (наприклад, промова Дворкін на першому марші Поверни собі ніч в листопаді 1978 р. Midwest Regional Conference of the National Organization for Changing Men (нині Національна організація чоловіків проти сексизму) під назвою «I Want a Twenty-Four Hour Truce During Which There Is No Rape».
У 1977 році Дворкін залучилася до Жіночого інституту свободи преси (Women's Institute for Freedom of the Press, WIFP).

### Егалітарне партнерство
У 1974 Дворкін познайомилася з профеміністом, письменником і активістом Джоном Столтенбергом у Гринвіч-Вілледж, коли вони обидвоє пішли із поетичних читань через мізогінність зачитуваних творів. Вони стали близькими друзями й згодом стали жити разом. Столтенберг написав серію радикально-феміністських книг і статей про маскулінність. Хоча Дворкін публічно написала «Я люблю Джона серцем і душею», а Столтенберг описав Дворкін як «любов свого життя», вона продовжувала публічно ідентифікувати себе як лесбійку, а він себе — як гея. Столтенберг, розповідаючи про здивування, що їхні стосунки викликали у пресі, підсумував їх так: «Таким чином я публічно стверджую такі найпростіші факти: так, я та Андреа живемо разом і любимо одне одного, ми партнери, і одночасно ми відкриті лесбійка та гей».
Дворкін і Столтенберг одружилися у 1998 р. Після смерті Дворкін Столтенберг сказав: «Ми ніколи нікому не говорили про те, що одружені, бо люди помилково це витлумачують, як «О, то тепер ця жінка — його власність». Ми просто не хотіли подібних нісенітниць».

### Пізніші роки
У 1992 р. The New York Times Book Review (щотижевий додаток до Нью-Йорк таймс) опублікував розгорнутий лист Дворкін, в якому вона описує джерела своєї палкої ненависті до проституції та порнографії («серійно продукованої технологізованої проституції»), переповідаючи свій досвід насильницького огляду в'язничними лікарями та побиття у першому шлюбі й багатьма іншими чоловіками.
Дворкін виступила категоричною опоненткою президента Білла Клінтона під час скандалу із Монікою Левінскі. Вона також висловила підтримку Полі Джонс і Хуаніті Броддрік.
Дворкін «демонізували не тільки порнографи, а й багато лібералів, до яких вона ставилася з майже однаковим презирством», і "коли вона бувала роздратована ліберальними феміністками, на кшталт Наомі Вульф, вона визнавала, що її погляди не є приємними для кожного. «Я маю стійке переконання, що будь-який рух потребує наявності як радикалів, так і лібералів», — пояснювала вона, — «Завжди потрібні жінки, які можуть увійти до кімнати належним чином, говорити належним тоном, які матимуть доступ до влади. Але також потрібні й ті, хто стане головним рушієм».
У 2000 році Дворкін опублікувала книгу «Цап-відбувайло: євреї, Ізраїль та звільнення жінок» (Scapegoat: The Jews, Israel, and Women's Liberation), де порівнювала пригноблення жінок із переслідуванням євреїв, обговорювала сексуальну складову єврейської ідентичності та антисемітизму і закликала до створення землі обітованної для жінок як відповідь на утиск жінок (за прикладом створення Ізраїлю як батьківщини для переслідуваних євреїв).
У червні 2000 року Дворкін опублікувала статті в «New Statesman» і в «Гардіан» про те, як минулого року один або кілька чоловіків зґвалтували її в готельному номері в Парижі, підсипавши GHB (gamma-Hydroxybutyric acid) в її напій. Ці статті викликали громадські суперечки. Коли такі письменниці, як Catherine Bennett і Julia Gracen висловили сумніви щодо її тверджень, це розмежувало погляди її скептиків та прихильників(-ць), серед яких були Кетрін МакКіннон, Кетрін Вінер та Глорія Стайнем. На тлі емоційної вразливості і проблем зі здоров'ям Дворкін практично усунулася від громадського життя протягом двох років після виходу цих статей.
У 2002 р. Дворкін опублікувала автобіографію «Розрив серця: політичні спогади войовничої феміністки» («Heartbreak: The Political Memoir of a Feminist Militant»). Невдовзі вона знову почала виступати з промовами та писати, і в інтерв'ю з Джулі Біндел у 2004 році сказала: «Я думала, що мене прикінчили, але зараз я знову відчуваю життєву наснагу. Я хочу продовжувати допомагати жінкам». Опублікувала ще три статті в «Гардіан» і почала працювати над новою книгою «Америка, що пише: Як романісти винайшли націю і розмежували її за гендером» («Writing America: How Novelists Invented and Gendered a Nation») про роль романістів, таких як Ернест Гемінгвей та Вільям Фолкнер, у розвитку американської політичної та культурної ідентичності. Робота залишилася незакінченою через смерть авторки.

### Хвороба та смерть
В останні роки життя Дворкін мала слабке здоров'я, у своїй останній колонці для «Гардіан» писала, що протягом останніх кількох років була дуже послаблена і майже покалічена остеоартрозом колін. Незабаром після повернення з Парижа в 1999 р. Дворкін госпіталізована з високою температурою і тромбозом ніг. Через кілька місяців після виписки втратила здатність згинати коліна і згодом замінила колінні суглоби протезами з титану та пластику. Вона написала: «Лікар, який найкраще знає мою історію хвороби, каже, що остеоартроз починається задовго до того, як починає калічити. В моєму випадку, каталізаторами хвороби, можливо, виступили безпритульність чи сексуальне насильство, чи побиття по ногах, чи моя вага. Джон, мій партнер, звинувачує «Scapegoat...», мою працю щодо єврейської ідентичності та звільнення жінок, на написання якої мені знадобилося дев'ять років; це, каже він, книга, яка вкрала моє здоров'я. Я ж звинувачую зґвалтування під наркотиками, яке я пережила в Парижі в 1999 році».
Коли в інтерв'ю її запитали, як вона хоче, щоб її пам'ятали, Дворкін сказала: «Коли чоловіче панування скінчиться, я б хотіла, щоб моя робота стала усього лише антропологічним артефактом з вимерлого, примітивного суспільства». Андреа Дворкін померла уві сні 9 квітня 2005 у віці 58 років у своєму будинку у Вашингтоні, округ Колумбія.  Причина смерті пізніше була визначена як гострий міокардит.

## Письменницька діяльність
Андреа Дворкін найчастіше згадують як речницю, письменницю та активістку феміністського антипорнографічного руху. У лютому 1976 р. Дворкін взяла на себе провідну роль в організації публічних пікетів проти фільму «Snuff» у Нью-Йорку, а восени приєдналася до Адрієнн Річ, Грейс Пейлі, Глорії Стайнем, Shere Hite, Lois Gould, Barbara Deming, Karla Jay, Letty Cottin Pogrebin, Робін Морган та Сюзан Браунміллер у спробах утворити радикальну феміністську антипорнографічну групу. Членкині цієї групи пізніше (1979 р.) об'єдналися у формування «Жінки проти порнографії» (Women Against Pornography), але на той час Дворкін почала дистанціюватися від групи через відмінності в підході до справи. Дворкін виступала на першому марші організації «Повернути ніч собі» («Take Back the Night») у листопаді 1978 р. і приєдналася до 3000 жінок у марші через район червоних ліхтарів у Сан-Франциско. До антипорнографічної діяльності Дворкін належить участь в Antipornography Civil Rights Ordinance.

### «Порнографія: чоловіки володіють жінками»
У 1981 опублікована найвідоміша робота Дворкін «Порнографія: чоловіки володіють жінками» («Pornography: Men Possessing Women»), яка аналізує (із залученням багатьох прикладів) сучасну та історичну порнографію як індустрію дегуманізації, засновану на ненависті до жіноцтва. Згідно із Дворкін, порнографія причетна до насильства проти жінок, як у процесі виробництва (через жорстоке поводження із жінками, які беруть участь у її створенні), так і в соціальних наслідках її споживання, заохочуючи чоловіків еротизувати домінування, приниження та жорстоке поводження із жінками.

### «Жінки правого крила» («Right-Wing Women»)
У 1983 р. Дворкін опублікувала книгу «Жінки правого крила» («Right-Wing Women: The Politics of Domesticated Females»), у якій досліджує причини, за яких жінки співпрацюють із чоловіками на ниві обмеження прав жіноцтва, і ставить питання: «Чому «праві» жінки агітують за власне підпорядкування? Яким чином «праві», контрольовані чоловіками, залучають жінок до участі та лояльності? І чому «жінки правого крила» щиро ненавидять феміністичну боротьбу за рівність прав?».

### «Статевий акт» («Intercourse»)
У 1987 вийшла робота «Статевий зв'язок» («Intercourse»), де розширено аналіз від порнографії до статевого акту як такого. Дворкін стверджує, що вид сексуального підпорядкування, зображуваний в порнографії, є основним досвідом гетеросексуального статевого акту як для жінок, так і для чоловіків у патріархатному суспільстві.

#### Белетристика
Дворкін опублікувала три художні твори, вже здобувши вагу як феміністична авторка та активістка.
- 1980: збірка оповідань «Розбите серце нової жінки» («The New Woman's Broken Heart»).
- 1986: перший опублікований роман «Лід і вогонь» («Ice and Fire») у Великій Британії. Це розповідь від першої особи, просякнута насильством і жорстоким поводженням. Сюзі Брайт стверджувала, що цей роман є сучасним феміністським переповіданням одного з найвідоміших творів де Сада, «Джульєтта».[52] У творі Дворкін мала на меті зобразити шкоду, яку чоловіки спричиняють жінкам, як нормалізовану політичну шкоду, а не як ексцентричну еротику.
- Другий роман «Милосердя» («Mercy») вийшов у Великій Британії у 1990 році.

## Праці
Окрім перелічених тут книг, статей та виступів, Дворкін писала для антологій, писала додаткові статті, багато її робіт перекладені іншими мовами. Вона також публікувалася у газеті Gay Community News.

### Нехудожня література

#### Книги
- Dworkin, Andrea (1974). Woman Hating. New York: Penguin Books. ISBN 9780452268272.
- Dworkin, Andrea (1976). Our blood: prophecies and discourses on sexual politics. New York: Harper & Row. ISBN 9780060111168. укр. Наша кров: тлумачення і бесіди про сексуальні політики
- Dworkin, Andrea (1981). Pornography: men possessing women. London: Women's Press. ISBN 9780704338760.
- Dworkin, Andrea (1983). Right-wing women: the politics of domesticated females. London: Women's Press. ISBN 9780704339071.
- Dworkin, Andrea; MacKinnon, Catharine A. (1985). The reasons why: essays on the new civil rights law recognizing pornography as sex discrimination. New York: Women Against Pornography. OCLC 15992953. Включає:

- MacKinnon, Catharine A. (Winter 1985). "Pornography, civil rights, and speech". Harvard Civil Rights-Civil Liberties Law Review. 20 (1): 10–68. Archived from the original on 2016-03-04.

Extracted in Pornography and Censorship, in Doing Ethics by Lewis Vaughn, second edition, ISBN 9780393934281
- Dworkin, Andrea (Spring 1985). "Against the male flood: censorship, pornography, and equality". Harvard Journal of Law & Gender (formerly Women's Law Journal). 8: 1–30. Pdf. [Архівовано 29 листопада 2019 у Wayback Machine.]

- Dworkin, Andrea (1987). Intercourse. New York: Free Press. ISBN 9780029079706.
- Dworkin, Andrea; MacKinnon, Catharine (1988). Pornography and civil rights: a new day for women's equality. Minneapolis, Minnesota: Organizing Against Pornography. ISBN 9780962184901. Available online. [Архівовано 30 серпня 2017 у Wayback Machine.]
- Dworkin, Andrea (1989). Letters from a war zone: writings, 1976-1989. New York: E.P. Dutton. ISBN 9780525248248.
- Dworkin, Andrea; MacKinnon, Catharine (1997). In harm's way: the pornography civil rights hearings. Cambridge, Massachusetts: Harvard University Press. ISBN 9780674445796.
- Dworkin, Andrea (1997). Life and death: unapologetic writings on the continuing war against women. London: Virago. ISBN 9781860493607.
- Dworkin, Andrea (2000). Scapegoat: The Jews, Israel, and Women's Liberation. New York: Free Press. ISBN 9780684836126.
- Dworkin, Andrea (2002). Heartbreak: the political memoir of a feminist militant. New York: Basic Books. ISBN 9780465017546.

#### Розділи в книгах
- Dworkin, Andrea (1995). Pornography happens to women. У Lederer (ред.). The price we pay: the case against racist speech, hate propaganda, and pornography. New York: Hill and Wang. ISBN 9780809015771.
- Dworkin, Andrea (1996). Biological superiority: the world's most dangerous and deadly idea. У Jackson (ред.). Feminism and sexuality: a reader. New York: Columbia University Press. с. 57—61. ISBN 9780231107082.
- Dworkin, Andrea (1996). Pornography. У Jackson (ред.). Feminism and sexuality: a reader. New York: Columbia University Press. с. 297—299. ISBN 9780231107082.
- Dworkin, Andrea (2004). Pornography, prostitution and a beautiful and tragic recent history. У Whisnant (ред.). Not for sale: feminists resisting prostitution and pornography. North Melbourne, Victoria: Spinifex Press. с. 137–158. ISBN 9781876756499.

##### Інші нехудожні твори
- Dworkin, Andrea (2003). Landscape of the ordinary: violence against women. У Morgan, Robin (ред.). Sisterhood is forever: the women's anthology for a new millennium. New York, New York: Washington Square Press. с. 58–69. ISBN 9780743466271.[55]
- Dworkin, Andrea (1975). «Lesbian Pride» (укр. Лесбійська гордість)
- Dworkin, Andrea (1975). The Root Cause (укр. Основна причина)

### Художня література та поезія
- Dworkin, Andrea (1966). Child. Crete: Heraklion. OCLC 4708955.
- Dworkin, Andrea (1967). Morning hair. Philadelphia: Philadelphia College of Art. OCLC 9290267.
- Dworkin, Andrea (1980). The new womans broken heart: short stories. East Palo Alto, California: Frog in the Well. ISBN 9780960362806.
- Dworkin, Andrea (1986). Ice and fire: a novel. London: Secker & Warburg. ISBN 9780436139604.
- Dworkin, Andrea (1991). Mercy. New York: Four Walls Eight Windows. ISBN 9780941423694.

### Статті
- Dworkin, Andrea (1977). Marx and Gandhi were liberals: feminism and the "radical" left. East Palo Alto, California: Frog in the Well. OCLC 6189987.
- Dworkin, Andrea (1978). Why so-called radical men love and need pornography. East Palo Alto, California: Frog in the Well. OCLC 8309555.
- Dworkin, Andrea (Spring 1985). "Against the male flood: censorship, pornography, and equality". Harvard Journal of Law & Gender (formerly Women's Law Journal). 8: 1–30. Pdf. [Архівовано 29 листопада 2019 у Wayback Machine.]
- Dworkin, Andrea (1986). Pornography is a Civil Rights Issue for Women. Minneapolis, Minnesota: Organizing Against Pornography. OCLC 18843030. Page 1 of 4. Page 2 of 4. [Архівовано 13 травня 2019 у Wayback Machine.] Page 3 of 4. Page 4 of 4. [Архівовано 9 березня 2019 у Wayback Machine.]
- Dworkin, Andrea (1986). Pornography is a civil rights issue for women. NoStatusQuo. Nikki Craft. Pdf. Page 1 of 2. Page 2 of 2. [Архівовано 13 травня 2019 у Wayback Machine.]
- Dworkin, Andrea (Spring 1989). "The ACLU: bait and switch". Yale Journal of Law and Feminism. 1 (1): 37–40. Pdf. [Архівовано 9 липня 2020 у Wayback Machine.]
- Dworkin, Andrea (1993). "Prostitution and male supremacy". Michigan Journal of Gender and Law. 1: 1–12. Page 1 of 2. [Архівовано 3 січня 2019 у Wayback Machine.] Page 2 of 2. [Архівовано 25 лютого 2021 у Wayback Machine.]
- Dworkin, Andrea (1999). Are you listening, Hillary? President Rape is who he is. Архів оригіналу за 14 квітня 2011. Процитовано 3 березня 2019.
- Excerpt with Note from John Stoltenberg, 25 May 2007.
- Dworkin, Andrea (30 June 2003). "Book review: A good rape". New Statesman.
- Review of Lucky by Alice Sebold, ISBN 9780684857824
- Dworkin, Andrea (22 September 2003). "Book review: Out of the closet". New Statesman.
- Review of Normal: transsexual CEOs, cross-dressing cops, and hermaphrodites with attitude by Amy Bloom, ISBN 9780679456520
- Dworkin, Andrea (4 March 2013). "The day I was drugged and raped". New Statesman.

### Виступи та інтерв'ю
- Why Men Like Pornography & Prostitution So Much Andrea Dworkin Keynote Speech at International Trafficking Conference, 1989. (Audio File: 22 min, 128 kbit/s, mp3)
- Andrea Dworkin's Attorney General's Commission Testimony [Архівовано 11 серпня 2011 у Wayback Machine.] on Pornography and Prostitution
- Violence, Abuse & Women's Citizenship Brighton, UK November 10, 1996
- "Freedom Now: Ending Violence Against Women" [Архівовано 11 серпня 2011 у Wayback Machine.]
- "Speech from Duke University, January, 1985" [Архівовано 23 вересня 2015 у Wayback Machine.]
- Taped Phone Interview Andrea Dworkin interviewed by Nikki Craft on Allen Ginsberg, May 9, 1990. (Audio File, 20 min, 128 kbit/s, mp3)
- Dworkin on Dworkin, ca. 1980[56]

### Огляди праць Дворкін
- Ice and Fire, by Andrea Dworkin; Intercourse, by Andrea Dworkin. "Male and Female, Men and Women" [Архівовано 12 липня 2018 у Wayback Machine.]. Reviewed by Carol Sternhell for The New York Times (May 3, 1987).
- Intercourse, by Andrea Dworkin; Feminism Unmodified, by Catharine MacKinnon. "Porn in the U.S.A., Part I" [Архівовано 28 лютого 2021 у Wayback Machine.]. Reviewed by Maureen Mullarkey for The Nation (May 30, 1987):
- Intercourse, by Andrea Dworkin (Tenth Anniversary Edition 1997) at the Wayback Machine (archived April 2, 2003). Reviewed by Giney Villar for Women in Action (3:1998).
- Pornography: Men Possessing Women. "Unburning a Witch: Re-Reading Andrea Dworkin" at the Wayback Machine (archived March 6, 2005). Reviewed by Jed Brandt for the NYC Indypendent (February 7, 2005).

### Пов'язана праця
Була членкинею The American Heritage Dictionary's Usage Panel.